# الأراضي الرطبة بين الكثبان

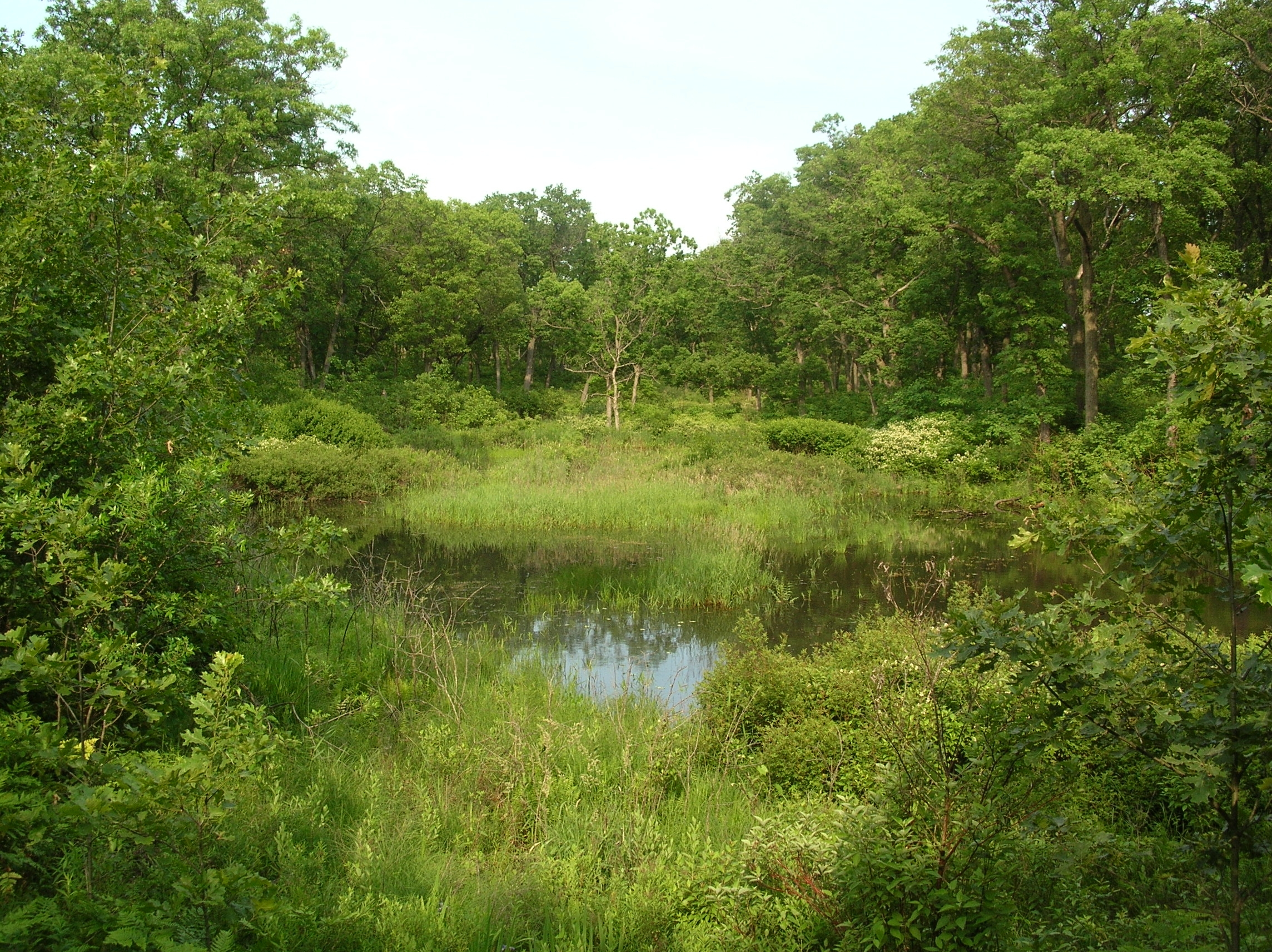
أرض رطبة بين الكثبان الرملية المشجرة، في ميلر وودز في شاطئ بحيرة إنديانا ديونز الوطنية.

الأراضي الرطبة بين الكثبان أو البركة بين الكثبان أو ركود الكثيب وهي عبارة عن منخفض مملوء بالمياه بين الكثبان الرملية الساحلية. وقد تتشكل إما عن طريق التآكل بفعل الرياح أو عن طريق زحف الكثبان الرملية على الأراضي الرطبة الموجودة. كما وتتضمن عملية التعرية الريحية قيام الرياح باستخراج كمية كافية من الرمال للوصول إلى منسوب المياه، وتحدث عادة خلف الخط الأول من المقدمة.
تحتوي كثبان إنديانا على أراضي رطبة بين الكثبان. فلقد بُذل العديد من الجهود للحفاظ على أجزاء من كثبان إنديانا.
نظرًا لأنها عادة ما تكون ضحلة جدًا، فإن الأراضي الرطبة بين الكثبان تسخن بسرعة، وتوفر مصدرًا وفيرًا لـ اللافقاريات التي تأكلها العديد من أنواع الطيور الساحلية. وهناك العديد من الأراضي الرطبة بين الكثبان سريعة الزوال، حيث تجف خلال فترات انخفاض الأمطار أو انخفاض المياه. وفي منطقة البحيرات الكبرى في أمريكا الشمالية، عادة ما تكون المجتمعات بين الكثبان الكلسية بشكل معتدل ويهيمن عليها الشجيرات. ولقد صُنفت مبدئيًا على أنها G2، أو معرضة للخطر عالميًا، ضمن تصنيفات "خدمة الطبيعة".
تُميز في بعض الأحيان بين الأراضي الرطبة بين الكثبان و الأراضي الرطبة داخل الكثبان مثل الأجزاء التي تتشكل داخل كثيب واحد كجزء من انفجار طبيعي.